# Högsjön, Ångermanland
Högsjön är en sjö i Kramfors kommun i Ångermanland och ingår i Nätraån-Ångermanälvens kustområde. Sjön har en area på 0,0557 kvadratkilometer och ligger 41,1 meter över havet.

## Delavrinningsområde
Högsjön ingår i det delavrinningsområde (698472-161617) som SMHI kallar för Inloppet i Lövsjön. Medelhöjden är 93 meter över havet och ytan är 2,49 kvadratkilometer. Räknas de 3 avrinningsområdena uppströms in blir den ackumulerade arean 16,19 kvadratkilometer. Vattendraget som avvattnar avrinningsområdet har biflödesordning 2, vilket innebär att vattnet flödar genom totalt 2 vattendrag innan det når havet efter 16 kilometer. Avrinningsområdet består mestadels av skog (78 procent). Avrinningsområdet har 0,06 kvadratkilometer vattenytor vilket ger det en sjöprocent på 2,3 procent.